# Okoličné
Okoličné (maď. Okolicsnó) je městská část ve východní části Liptovského Mikuláše. Nachází na soutoku Váhu se Smrečiankou, po obou stranách silnice I/18, 3 km východně od centra města.
Součástí katastrálního území je také sídliště Podbreziny a městské části Stošice a Vitálišovce.

## Historie
První písemná zmínka o Okoličném pochází z roku 1248, avšak patří k nejstarším obcím na Liptově. Patřila zemanské rodině Okoličányiovců. Prvním vlastníkem, pánem Okoličného, byl Miko, který zemřel v roce 1288. V témže roce se stal pánem Serafín I., o kterém první zmínka pochází až z roku 1282 a který je považován za zakladatele rodu. Kdy Serafin získal i Okoličné, nelze z písemných pramenů přesně zjistit, ale v roce 1293 vystupuje v jeho držení už jeho syn Peter. V roce 1435 obec vypálili Husité a obyvatelé odešli s nimi. Michal I. z Okoličného, syn Jana II. z Okoličného, udělil v roce 1435 Okoličnému dílčí městská privilegia po vzoru Nemecké Ľupče (nyní Partizánska Ľupča). V roce 1480 zahájil výstavbu kostela a kláštera a zřídil faru.
Městskou částí Liptovského Mikuláše se Okoličné stalo v roce 1971 a začátkem 80. let 20. století vyrostlo severně od centra obce sídliště Podbreziny.

## Pamětihodnosti
- Kostel svatého Petra z Alkantary
- Františkánský klášter
- Okoličániovský zámeček, třípodlažní třítraktová renesanční stavba na půdorysu obdélníku s manzardovou střechou z první poloviny 17. století. Barokní úpravou prošel v roce 1714. Zámeček byl za Ladislava Okoličániho přepaden zbojníkem Jurajem Jánošíkem.
- Kurie Gustáva Okoličániho (Gazdovská 13), jednopodlažní třítraktová barokní stavba na půdorysu obdélníku s manzardovou střechou z první poloviny 18. století. Upravována byla v první polovině 19. století.
- Kurie Petra Turanského (Klášterní 50), jednopodlažní třítraktová klasicistní stavba na půdorysu písmene L z první poloviny 19. století. Průčelí dominuje tříosý rizalit členěný polosloupy, ukončený trojúhelníkovým štítem s tympanonem. Fasády jsou členěny pilastry, okna mají profilované šambrány a nadokenní římsy.
- Evangelická zvonice, zděná stavba na půdorysu obdélníku s jehlancovou helmicí, z roku 1902.

## Osobnosti
- Florián Klimkovič (1756 – 1826), malíř
- Ignác Klimkovič (1800 – 1853), malíř, řezbář a restaurátor
- Josef Hušek (1880 – 1947), novinář
- Ján Danko (1883 – 1948), pedagog a senátor ČSR
- Ján Konvit (1922 – 2003), evangelický farář a československý politik